# Orthemis flavopicta
Orthemis flavopicta är en trollsländeart som beskrevs av Kirby 1889. Orthemis flavopicta ingår i släktet Orthemis och familjen segeltrollsländor. Inga underarter finns listade i Catalogue of Life.